# Vittorino Bondaz
Vittorino Bondaz (pron. fr. AFI: [bɔ̃da]) (Aosta, 16 aprile 1905 – Aosta, 17 dicembre 1997) è stato un politico e militare italiano.
Membro della Democrazia Cristiana, fu presidente del Consiglio regionale della Valle d'Aosta dal 1949 al 1954 e nella successiva legislatura Presidente della regione. Il figlio Giovanni Bondaz ricoprì successivamente la stessa carica del padre negli anni novanta.